# Langenaltheim
Langenaltheim è un comune tedesco di 2 402 abitanti, situato nel land della Baviera.